# Onthophagus potanini
Onthophagus potanini är en skalbaggsart som beskrevs av Kabakov 1979. Onthophagus potanini ingår i släktet Onthophagus och familjen bladhorningar. Utöver nominatformen finns också underarten O. p. hiurai.